# Achromobacter denitrificans
Achromobacter denitrificans es una especie de bacteria gramnegativa del género Achromobacter. Fue descrita en el año 2003. Su etimología hace referencia a denitrificación. Inicialmente se describió como Alcaligenes denitrificans en el año 1954 y fue validado en el 1983. Posteriormente se rebajó al rango de una subespecie de Alcaligenes xylosoxidans en el 1986, hecho que se mantuvo aun después del cambio de género a Achromobacter.  Finalmente se elevó al rango de especie. Es aerobia y móvil por flagelación perítrica. Tiene un tamaño de 0,7-1 μm de ancho por 1,2-3 μm de largo. Forma colonias circulares, planas, lisas, traslúcidas, no pigmentadas y con márgenes enteros. Temperatura de crecimiento entre 10-37 °C, óptima de 24 °C. Catalasa y oxidasa positivas. Tiene un contenido de G+C de 69,1%. Es una especie patógena en humanos, que puede causar varias infecciones como bacteriemia, neumonía, además de brotes nosocomiales.